# Velothon Berlin
La Velothon Berlin (oficialmente:Garmin Velothon Berlin), fue una carrera ciclista profesional que se disputaba en Berlín, en Alemania, en el mes de mayo.
Después de la desaparición de la casi totalidad de carreras disputadas en Alemania a causa del dopaje, el excampeón alemán Erik Zabel impulsó esta carrera que se empezó a disputar en 2011 formando parte del UCI Europe Tour, dentro de la categoría 1.1. 
La carrera tuvo el formato de una clásica siendo ideal para los velocistas.
A lo largo de la historia ha tenido diferentes denominaciones:
- ProRace Berlin (2011-2013)
- Velothon Berlin (2014-2015)

Desde 2014 formó parte de los festivales llamado «Eventos Velothon» con festivales similares en Estocolmo (Velothon Stockholm), Gales (Velothon Wales) y Stuttgart.

## Palmarés
| Año  | Ganador         | Segundo         | Tercero          |
| ---- | --------------- | --------------- | ---------------- |
| 2011 | Marcel Kittel   | Giacomo Nizzolo | Alekséi Márkov   |
| 2012 | André Greipel   | Rüdiger Selig   | Raymond Kreder   |
| 2013 | Marcel Kittel   | Matteo Pelucchi | André Greipel    |
| 2014 | Raymond Kreder  | Sam Bennett     | Alexander Porsev |
| 2015 | Ramon Sinkeldam | Sam Bennett     | Zico Waeytens    |

## Palmarés por países
| País         | Victorias |
| ------------ | --------- |
| Alemania     | 3         |
| Países Bajos | 2         |